# Max Kramer
 (juin 2020).
Max Kramer (8 septembre 1903, Cologne, Allemagne - juin 1986, Pacific Palisades, Californie) est un scientifique allemand qui travaillait pour la Ruhrstahl AG Steel and Armaments Corporation (corporation de l’acier et de l’armement). Il était responsable entre autres de la construction des missiles Fritz X et Ruhrstahl X-4 (1943-1945). 

## Jeunesse
Né le 8 septembre 1903 à Cologne, en Allemagne, Max Otto Kramer obtient un diplôme d'ingénieur en électronique à l’Université technique de Munich en 1926, puis son doctorat en aéronautique à l’Université technique d'Aix-la-Chapelle en 1931. Déjà à la fin des années 1930, il faisait autorité en aérodynamique, travaillant à l'Institut allemand d'aéronautique de Berlin et détenteur de brevets pour d'importantes innovations liées aux aéronefs, telles que les volets. Sa spécialité était la modélisation de flux d'air complexes, notamment ceux liés à la dynamique des écoulements laminaires. 

## Premières recherches en Allemagne
Le Dr Kramer avait un large éventail d'intérêts et son travail englobait l’automobile, les planeurs, le bruit des hélices, le suivi acoustiques des missiles et de leurs sillage, et les revêtements sous-marins. Cependant, il est surtout connu pour le développement de la bombe planante Ruhrstahl X-1 " Fritz-X ", une bombe radiocommandée dont le taux de descente pouvait être ajusté. Cette bombe a été déployée plusieurs fois à la fin de 1943 et au début de 1944, obtenant plusieurs succès avant que la supériorité aérienne alliée et les contre-mesures électroniques ne la rendent inefficace. Parmi ses succès, notons le naufrage du cuirassé italien Roma (plus de 700 morts dont l'Amiral Bergamini)et les dégâts considérables subis par le cuirassé britannique HMS Warspite, le croiseur américain léger USS Savannah et le croiseur léger britannique HMS Uganda. 
Le Dr Kramer a continué de faire évoluer la conception de base du Ruhrstahl X-1 pendant la guerre. L'une des directions de recherche consistait à améliorer la capacité de cette arme à pénétrer l'armure lourde des cuirassés modernes des classes britannique King George V et américaine North Carolina. Les variantes X-2 et X-3 de l'arme ont accompli cet objectif en augmentant les vitesse de descente transsonique sans perdre la stabilité directionnelle. Le X-5 possédait une plus grande puissance explosive pour la vitesse de descente, avec un poids total approchant 2 250 kg. Le X-6 a tenté de surmonter les blindage de pont lourd avec une pointe en acier très lourde et une charge explosive améliorée. Aucune des variantes n'a jamais été utilisée ou produite à grande échelle pour un usage opérationnel. 
L’une des avancées les plus renommées de Kramer a impliqué le Ruhrstahl X-4, également connu sous le nom de Kramer X-4. Il s'agissait d'un missile air-air très innovant, conçu pour être guidé par des opérateurs en l’air au milieu des formations de bombardiers alliés. En tant que tel, il était un précurseur des missiles guidés air-air développés dans l'après-guerre. Développé tard dans la guerre, le X-4 n’apparaît pas avoir été utilisé au combat. 

## Activités d'après-guerre aux États-Unis
Après la Seconde Guerre mondiale, le Dr.Kramer va aux États-Unis via l’opération Paperclip. De 1947 à 1952, il travaille pour le Pilotless Aircraft Laboratory (Laboratoire pour les aéronefs sans pilotes) au Naval Air Development Station a Johnsville en Pennsylvanie, effectuant des recherches sur les véhicules aériens autonomes et les missiles, s’appuyant sur ses recherches à propos du X-4.
Kramer quitte son poste pour le gouvernement en 1952 et prend un poste de directeur technique chez Coleman Engineering Company, où il se concentre sur les mouvements très efficients de structures dans des fluides par la création d’écoulement laminaire. Il rapportait souvent que, en traversant l’Atlantique, il remarqua que les dauphins avais une forme qui créaient des écoulements laminaires et qu’ils étaient une source pour ses recherches. Cependant, il avait commencé a étudier ce phénomène bien avant d’aller aux États-Unis. Après 10 ans de recherches, il découvrit qu’un bon revêtement, tel que la peau des dauphins, allait amortir les turbulences résultant du mouvement dans l’eau. Il revendiqua alors qu’une réduction de traînée de 30 % était possible, mais ses résultats n’ont pas pu être répliqués, amenant alors à ce qui a été appelé « La Controverse Kramer ». Avec le temps, d’autres recherches sur le sujet ont été menées, confirmant alors les résultats de Kramer. 
En 1956, afin de monétiser les recherches de Kramer sur la « stabilisation de la couche limite par amortissement distribué », Coleman Engineering et Kramer ont fondé une entreprise commune : Coleman-Kramer, Inc. Le résultat de cet effort combiné est un nouveau matériau conçu pour réduire la traînée dans les véhicules sous-marins simulant la peau des marsouins. En 1957, la technologie a été enregistrée par US Rubber Co. pour la fabrication, sous la marque Lamiflo. La Navy n'était pas intéressée par ce matériau, alors Kramer l'a breveté. Plus tard, le FBI a affirmé qu'il l'avait vendu aux Russes. 
Kramer est mort en juin 1986 à Pacific Palisades, en Californie. 